# Santa Barbara (Iloilo)
Santa Barbara é um município de  primeira classe de renda municipal (d) na província Iloilo, nas Filipinas. De acordo com o censo de 1 de maio  de  2020 possui uma população de 67 630 pessoas e 16 737 domicílios.